# Debarca
Debarca (makedonska: Дебарца) är en kommun i Nordmakedonien. Den ligger i den västra delen av landet, 90 km sydväst om huvudstaden Skopje. Antalet invånare är 5 507. Arean är 425 kvadratkilometer.
Följande samhällen finns i Debarca:
- Mešeišta
- Velmej
- Belčišta
- Gorenci
- Trebeništa
- Volino